# Chrysler (divize)

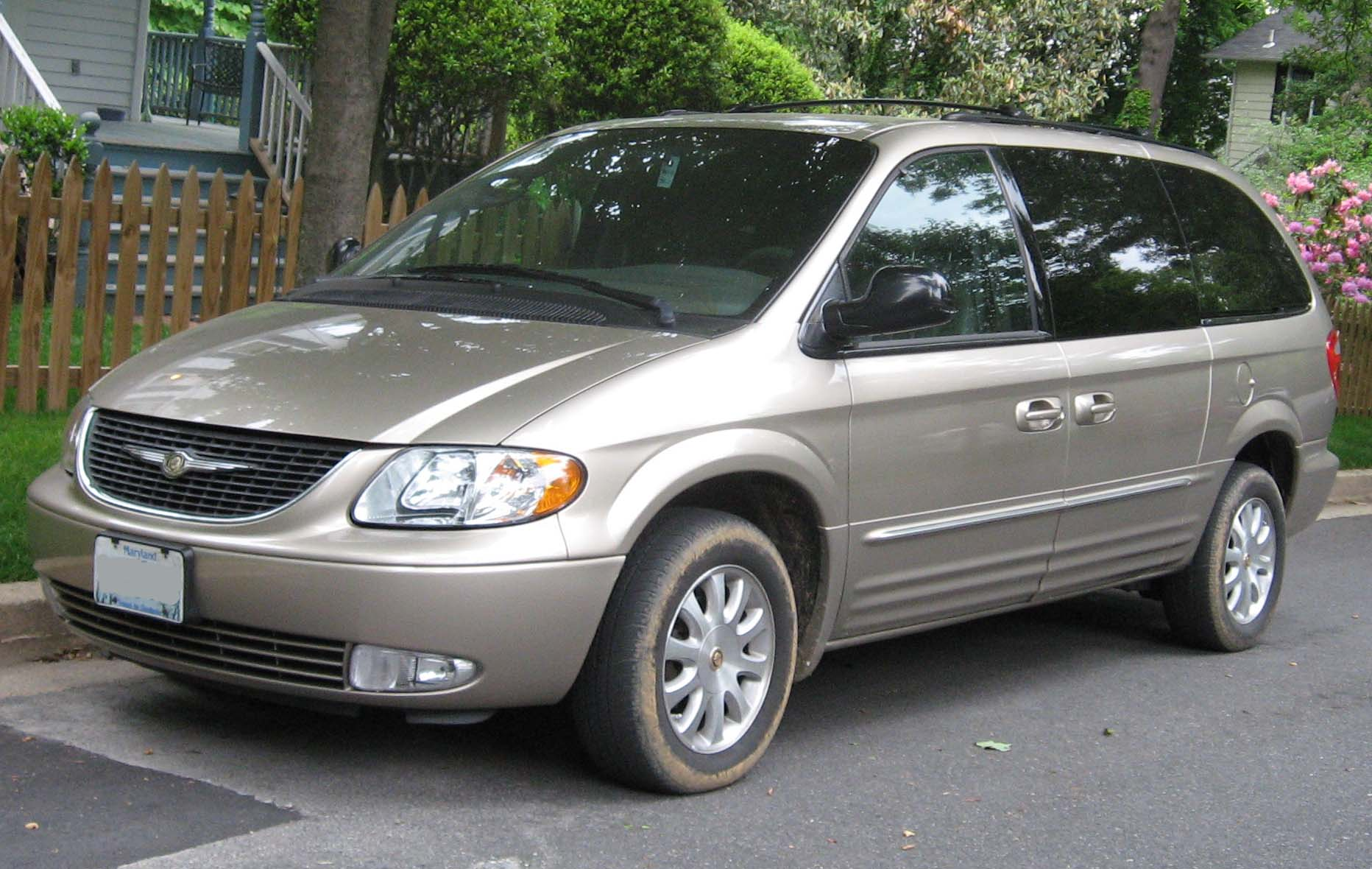
Chrysler Town and Country

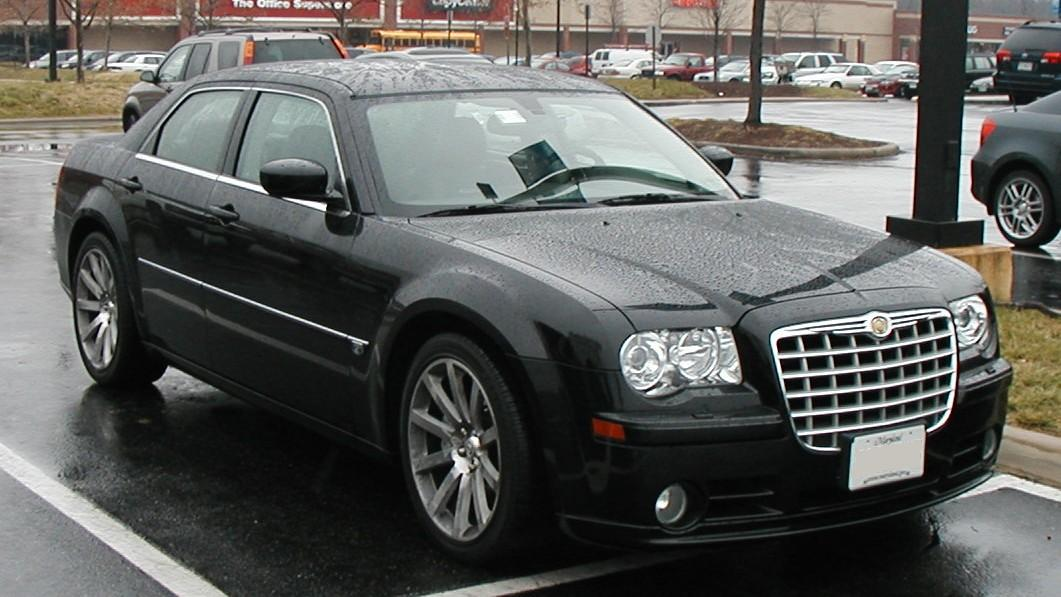
Chrysler 300

Chrysler je hlavní značkou skupiny Chrysler LLC, pojmenované po zakladateli Walteru Chryslerovi. Je to luxusní značka, která soutěží se značkami jako Buick. Vyrobili mnoho úspěšných automobilů, nejznámější je Chrysler 300.

## Přehled

### Současná řada Chrysler
- Voyager (2019–současnost)
- 300 (2005–současnost)
- Pacifica (minivan) (2016–současnost)

### Staré modely
- 300 letter series (1955–1965)
- 300M (1999–2004)
- 300 (1962–1971; 1979)
- Airflow (1934–1937)
- Aspen (2007–2008)
- Chrysler Airstream (1935–1936)
- Cirrus (1995–2000)
- Concorde (1993–2004)
- Conquest (1987–1989)
- Cordoba (1975–1983)
- Crossfire (2004–2008)
- Fifth Avenue (1983–1993)
- Imperial (1926–1954; 1981–1983; 1990–1993)
- Laser (1984–1986)
- LeBaron (1977–1995)
- LHS (1994–1997; 1999–2001)
- Newport (1940–1941; 1949–1950; 1961–1981)
- New Yorker (1939–1996)
- Pacifica (2004–2008)
- Prowler (2001–2002)
- PT Cruiser (2001–2009)
- Royal (1937–1942; 1946–1950)
- Sebring (1995–2010)
- Sebring Convertible (1996–2000)
- TC by Maserati (1989–1991)
- Town & Country (1941–1988)
- Town & Country (1990–2016)
- Voyager (2000–2003)
- Windsor (1940–1961)